# Cratere Kastusha
Kastusha  è un cratere sulla superficie di Venere.